# Cámara de Diputados de la Provincia de San Luis
La Cámara de Diputados de la Provincia de San Luis es la cámara baja del poder legislativo de la provincia argentina de San Luis, compuesta por 43 diputados. La mitad de sus miembros se renueva por elección popular cada dos años para un período de cuatro años. Los diputados representan directamente al pueblo de la provincia, tomando sus departamentos como distritos electorales.

## Diputados por departamento
| Departamento              | Diputados |
| ------------------------- | --------- |
| Ayacucho                  | 4         |
| Belgrano                  | 3         |
| Chacabuco                 | 4         |
| Coronel Pringles          | 3         |
| General Pedernera         | 10        |
| General San Martín        | 3         |
| Gobernador Dupuy          | 3         |
| Junín                     | 3         |
| Juan Martín de Pueyrredón | 10        |

## Composición  actual (2025-2027)
| Departamento              | Diputado                             | Bloque | Bloque                   | Inicio del Mandato | Fin del Mandato |
| ------------------------- | ------------------------------------ | ------ | ------------------------ | ------------------ | --------------- |
| Ayacucho                  | Aida Beatriz López                   |        | Frente Justicialista     | 2023               | 2027            |
| Ayacucho                  | Ana Doly Glellel                     |        | Frente Justicialista     | 2023               | 2027            |
| Ayacucho                  | Oscar César Macías                   |        | Frente Justicialista     | 2023               | 2027            |
| Ayacucho                  | Ricardo Javier Giménez               |        | Ahora San Luis           | 2023               | 2027            |
| Belgrano                  | Cristian Emiliano Alcaraz            |        | Frente Justicialista     | 2025               | 2029            |
| Belgrano                  | Walter Luis Córdoba                  |        | Partido Tercera Posición | 2025               | 2029            |
| Belgrano                  | Ramón Alberto Leyes                  |        | Ahora San Luis           | 2025               | 2029            |
| Chacabuco                 | Marta Liliana Coniglio               |        | Ahora San Luis           | 2023               | 2027            |
| Chacabuco                 | Rodrigo Emmanuel Cabaña              |        | Frente Justicialista     | 2023               | 2027            |
| Chacabuco                 | Marcos Matías Gatica                 |        | Frente Justicialista     | 2023               | 2027            |
| Chacabuco                 | Marina Betiana Garro                 |        | Frente Justicialista     | 2023               | 2027            |
| Coronel Pringles          | Raúl Maximiliano Valdeón             |        | Ahora San Luis           | 2025               | 2029            |
| Coronel Pringles          | Mayka Emmi Garoglio                  |        | Frente Justicialista     | 2025               | 2029            |
| Coronel Pringles          | Lucas Agustín Caymes                 |        | Frente Justicialista     | 2025               | 2029            |
| General Pedernera         | Lino Walter Aguilar                  |        | Frente Justicialista     | 2023               | 2027            |
| General Pedernera         | Miriam Alicia                        |        | Ahora San Luis           | 2023               | 2027            |
| General Pedernera         | Verónica Teresa Causi                |        | Ahora San Luis           | 2023               | 2027            |
| General Pedernera         | Joaquin Raúl Irusta                  |        | Frente Justicialista     | 2023               | 2027            |
| General Pedernera         | Claudia Daniela Díaz                 |        | Ahora San Luis           | 2023               | 2027            |
| General Pedernera         | Carlos Sergio Dacuña                 |        | Frente Justicialista     | 2023               | 2027            |
| General Pedernera         | Edgardo N. González Ferro            |        | Frente Justicialista     | 2023               | 2027            |
| General Pedernera         | Christian Ariel Gurruchaga           |        | Frente Justicialista     | 2023               | 2027            |
| General Pedernera         | Ivana Daniela Ricca                  |        | Ahora San Luis           | 2023               | 2027            |
| General Pedernera         | Maia Macarena Loredo                 |        | Ahora San Luis           | 2023               | 2027            |
| General San Martín        | Enzo Mirabile Ochoa                  |        | Frente Justicialista     | 2023               | 2027            |
| General San Martín        | Enzo Mirabile Palacios               |        | Frente Justicialista     | 2023               | 2027            |
| General San Martín        | Regina Zulema Funes                  |        | Ahora San Luis           | 2023               | 2027            |
| Gobernador Dupuy          | Marcos Gabriel Espósito              |        | Ahora San Luis           | 2025               | 2029            |
| Gobernador Dupuy          | Marisa Johana Lucero                 |        | Ahora San Luis           | 2025               | 2029            |
| Gobernador Dupuy          | Fernando Eduardo Larroude            |        | Frente Justicialista     | 2025               | 2029            |
| Junín                     | María Gabriela Mancilla              |        | Ahora San Luis           | 2025               | 2029            |
| Junín                     | Bruno Mini                           |        | Ahora San Luis           | 2025               | 2029            |
| Junín                     | Walter Vicente Pollo                 |        | Frente Justicialista     | 2025               | 2029            |
| Juan Martín de Pueyrredón | Jorge Pedro Donato Videla            |        | Ahora San Luis           | 2025               | 2029            |
| Juan Martín de Pueyrredón | María Eugenia Gallardo               |        | Ahora San Luis           | 2025               | 2029            |
| Juan Martín de Pueyrredón | Víctor Aníbal Moriñigo               |        | Ahora San Luis           | 2025               | 2029            |
| Juan Martín de Pueyrredón | Luciana María Perano                 |        | Ahora San Luis           | 2025               | 2029            |
| Juan Martín de Pueyrredón | Carlos Roberto Pereira               |        | Ahora San Luis           | 2025               | 2029            |
| Juan Martín de Pueyrredón | Marisa Noemí Patafio                 |        | Ahora San Luis           | 2025               | 2029            |
| Juan Martín de Pueyrredón | Silvia Sosa Araujo                   |        | Frente Justicialista     | 2025               | 2029            |
| Juan Martín de Pueyrredón | José Darío Neira                     |        | Frente Justicialista     | 2025               | 2029            |
| Juan Martín de Pueyrredón | Marie José Zangla Urteaga            |        | Frente Justicialista     | 2025               | 2029            |
| Juan Martín de Pueyrredón | Carlos Alberto González D'Alessandro |        | Partido Tercera Posición | 2025               | 2029            |

## Composición histórica
| 2023-2025                 | 2023-2025                    | 2023-2025 | 2023-2025             | 2023-2025          | 2023-2025       |
| Departamento              | Diputado                     | Bloque    | Bloque                | Inicio del Mandato | Fin del Mandato |
| ------------------------- | ---------------------------- | --------- | --------------------- | ------------------ | --------------- |
| Ayacucho                  | Aida Beatriz López           |           | Unión por San Luis    | 2023               | 2027            |
| Ayacucho                  | Ana Doly Glellel             |           | Unión por San Luis    | 2023               | 2027            |
| Ayacucho                  | Oscar César Macías           |           | Unión por San Luis    | 2023               | 2027            |
| Ayacucho                  | Ricardo Javier Giménez       |           | Cambia San Luis       | 2023               | 2027            |
| Belgrano                  | Nancy del Valle Albornoz     |           | Cambia San Luis       | 2021               | 2025            |
| Belgrano                  | Ramón Alberto Leyes          |           | Fuerza Independiente  | 2021               | 2025            |
| Belgrano                  | Claudia Mariela Pinelli      |           | Unión por San Luis    | 2021               | 2025            |
| Chacabuco                 | Marta Liliana Coniglio       |           | Cambia San Luis       | 2023               | 2027            |
| Chacabuco                 | Rodrigo Emmanuel Cabaña      |           | Unión por San Luis    | 2023               | 2027            |
| Chacabuco                 | Marcos Matías Gatica         |           | Unión por San Luis    | 2023               | 2027            |
| Chacabuco                 | Marina Betiana Garro         |           | Unión por San Luis    | 2023               | 2027            |
| Coronel Pringles          | Ingrid Rosa Blumencweig      |           | Cambia San Luis       | 2021               | 2025            |
| Coronel Pringles          | María del Carmen Gosteli     |           | Unión por San Luis    | 2021               | 2025            |
| Coronel Pringles          | Marcelo Horacio Páez Logioia |           | Unión por San Luis    | 2021               | 2025            |
| General Pedernera         | Lino Walter Aguilar          |           | Unión por San Luis    | 2023               | 2027            |
| General Pedernera         | Miriam Alicia                |           | Cambia San Luis       | 2023               | 2027            |
| General Pedernera         | Verónica Teresa Causi        |           | Cambia San Luis       | 2023               | 2027            |
| General Pedernera         | Joaquin Raúl Irusta          |           | Unión por San Luis    | 2023               | 2027            |
| General Pedernera         | Claudia Daniela Díaz         |           | Cambia San Luis       | 2023               | 2027            |
| General Pedernera         | Carlos Sergio Dacuña         |           | Unión por San Luis    | 2023               | 2027            |
| General Pedernera         | Edgardo N. González Ferro    |           | Unión por San Luis    | 2023               | 2027            |
| General Pedernera         | Christian Ariel Gurruchaga   |           | Unión por San Luis    | 2023               | 2027            |
| General Pedernera         | Ivana Daniela Ricca          |           | Cambia San Luis       | 2023               | 2027            |
| General Pedernera         | Maia Macarena Loredo         |           | Cambia San Luis       | 2023               | 2027            |
| General San Martín        | Enzo Mirabile Ochoa          |           | Unión por San Luis    | 2023               | 2027            |
| General San Martín        | Enzo Mirabile Palacios       |           | Unión por San Luis    | 2023               | 2027            |
| General San Martín        | Regina Zulema Funes          |           | Cambia San Luis       | 2023               | 2027            |
| Gobernador Dupuy          | Carlos Oscar Altamiranda     |           | Unión por San Luis    | 2021               | 2025            |
| Gobernador Dupuy          | Claudia Rosanna Dassa        |           | Cambia San Luis       | 2021               | 2025            |
| Gobernador Dupuy          | Graciela Muñoz               |           | Unión por San Luis    | 2023               | 2025            |
| Junín                     | María Gabriela Mancilla      |           | Cambia San Luis       | 2021               | 2025            |
| Junín                     | Carlos Tránsito Muñoz        |           | Unión por San Luis    | 2021               | 2025            |
| Junín                     | Gloria Isabel Petrino        |           | Unión por San Luis    | 2021               | 2025            |
| Juan Martín de Pueyrredón | Humberto Ariel Farías        |           | Trabajo por el Pueblo | 2022               | 2025            |
| Juan Martín de Pueyrredón | Federico Berardo             |           | Unión por San Luis    | 2021               | 2025            |
| Juan Martín de Pueyrredón | Sonia Edith Delarco          |           | Unión por San Luis    | 2021               | 2025            |
| Juan Martín de Pueyrredón | María Eugenia Gallardo       |           | Cambia San Luis       | 2021               | 2025            |
| Juan Martín de Pueyrredón | Mauro Antonio Chiatti        |           | Cambia San Luis       | 2023               | 2025            |
| Juan Martín de Pueyrredón | Marisa Noemí Patafio         |           | Cambia San Luis       | 2021               | 2025            |
| Juan Martín de Pueyrredón | Luciana María Perano         |           | Cambia San Luis       | 2021               | 2025            |
| Juan Martín de Pueyrredón | Carlos Roberto Pereira       |           | Cambia San Luis       | 2021               | 2025            |
| Juan Martín de Pueyrredón | Silvia Sosa Araujo           |           | Unión por San Luis    | 2021               | 2025            |
| Juan Martín de Pueyrredón | María Fernanda Spinuzza      |           | Unión por San Luis    | 2021               | 2025            |

| 2021-2023                 | 2021-2023                          | 2021-2023 | 2021-2023                                   | 2021-2023          | 2021-2023       |
| Departamento              | Diputado                           | Bloque    | Bloque                                      | Inicio del Mandato | Fin del Mandato |
| ------------------------- | ---------------------------------- | --------- | ------------------------------------------- | ------------------ | --------------- |
| Ayacucho                  | Mario Luis Alume Nasif             |           | Resistencia Peronista                       | 2019               | 2023            |
| Ayacucho                  | Analía María del Valle Agüero      |           | Frente Unidad Justicialista                 | 2019               | 2023            |
| Ayacucho                  | Juan Carlos Eduardo                |           | Frente Unidad Justicialista                 | 2019               | 2023            |
| Ayacucho                  | Ricardo Javier Giménez             |           | Unión Cívica Radical - Juntos por el Cambio | 2019               | 2023            |
| Belgrano                  | Nancy del Valle Albornoz           |           | Unidos por San Luis                         | 2021               | 2025            |
| Belgrano                  | Ramón Alberto Leyes                |           | Frente Unidad Justicialista                 | 2021               | 2025            |
| Belgrano                  | Claudia Mariela Pinelli            |           | Frente Unidad Justicialista                 | 2021               | 2025            |
| Chacabuco                 | Ariel Oscar Barrozo                |           | Unión Cívica Radical - Juntos por el Cambio | 2019               | 2023            |
| Chacabuco                 | Mirtha Beatriz Ochoa               |           | Frente Unidad Justicialista                 | 2019               | 2023            |
| Chacabuco                 | José Hipólito Pedernera            |           | Frente Unidad Justicialista                 | 2019               | 2023            |
| Chacabuco                 | María del Carmen Portella          |           | Frente Unidad Justicialista                 | 2019               | 2023            |
| Coronel Pringles          | Ingrid Rosa Blumencweig            |           | Unidos por San Luis                         | 2021               | 2025            |
| Coronel Pringles          | María del Carmen Gosteli           |           | Frente Unidad Justicialista                 | 2021               | 2025            |
| Coronel Pringles          | Marcelo Horacio Páez Logioia       |           | Frente Unidad Justicialista                 | 2021               | 2025            |
| General Pedernera         | Berta Hortensia Arenas             |           | Todos Unidos                                | 2019               | 2023            |
| General Pedernera         | Mónica Mariela Becerra             |           | Unidos por San Luis                         | 2019               | 2023            |
| General Pedernera         | Verónica Teresa Causi              |           | Sanluiseños por el Cambio                   | 2019               | 2023            |
| General Pedernera         | Francisco Ibar Irusta              |           | Frente Unidad Justicialista                 | 2019               | 2023            |
| General Pedernera         | Erica Anabella Lucero              |           | Frente Unidad Justicialista                 | 2019               | 2023            |
| General Pedernera         | Luis Adolfo Lucero Guillet         |           | Unión Cívica Radical - Juntos por el Cambio | 2019               | 2023            |
| General Pedernera         | Mario Raúl Merlo                   |           | Todos Unidos                                | 2019               | 2023            |
| General Pedernera         | Gustavo Daniel Morales             |           | Frente Unidad Justicialista                 | 2019               | 2023            |
| General Pedernera         | Teresa Catalina Páez               |           | Frente Unidad Justicialista                 | 2019               | 2023            |
| General Pedernera         | Víctor Manuel Sosa                 |           | Unión Cívica Radical - Juntos por el Cambio | 2019               | 2023            |
| General San Martín        | Adrián Fabio Agüero                |           | Frente Unidad Justicialista                 | 2019               | 2023            |
| General San Martín        | Verónica Garro                     |           | Frente Unidad Justicialista                 | 2019               | 2023            |
| General San Martín        | Federico Alberto Trombotto         |           | Unidos por San Luis                         | 2021               | 2023            |
| Gobernador Dupuy          | Carlos Oscar Altamiranda           |           | Frente Unidad Justicialista                 | 2021               | 2025            |
| Gobernador Dupuy          | Claudia Rosanna Dassa              |           | Unidos por San Luis                         | 2021               | 2025            |
| Gobernador Dupuy          | Bárbara Sofía Larroudé             |           | Frente Unidad Justicialista                 | 2021               | 2025            |
| Junín                     | María Gabriela Mancilla            |           | Unidos por San Luis                         | 2021               | 2025            |
| Junín                     | Carlos Tránsito Muñoz              |           | Frente Unidad Justicialista                 | 2021               | 2025            |
| Junín                     | Gloria Isabel Petrino              |           | Frente Unidad Justicialista                 | 2021               | 2025            |
| Juan Martín de Pueyrredón | Nicolás Vicente Anzulovich Aguilar |           | Frente Unidad Justicialista                 | 2021               | 2022            |
| Juan Martín de Pueyrredón | Federico Berardo                   |           | Frente Unidad Justicialista                 | 2021               | 2025            |
| Juan Martín de Pueyrredón | Sonia Edith Delarco                |           | Frente Unidad Justicialista                 | 2021               | 2025            |
| Juan Martín de Pueyrredón | María Eugenia Gallardo             |           | Unidos por San Luis                         | 2021               | 2025            |
| Juan Martín de Pueyrredón | Jorge Gastón Hissa                 |           | Unidos por San Luis                         | 2021               | 2023            |
| Juan Martín de Pueyrredón | Marisa Noemí Patafio               |           | Unidos por San Luis                         | 2021               | 2025            |
| Juan Martín de Pueyrredón | Luciana María Perano               |           | Unidos por San Luis                         | 2021               | 2025            |
| Juan Martín de Pueyrredón | Carlos Roberto Pereira             |           | Unidos por San Luis                         | 2021               | 2025            |
| Juan Martín de Pueyrredón | Silvia Sosa Araujo                 |           | Frente Unidad Justicialista                 | 2021               | 2025            |
| Juan Martín de Pueyrredón | María Fernanda Spinuzza            |           | Frente Unidad Justicialista                 | 2021               | 2025            |

| 2019-2021                 | 2019-2021                        | 2019-2021    | 2019-2021                   | 2019-2021          | 2019-2021       |
| Departamento              | Diputado                         | Bloque       | Bloque                      | Inicio del Mandato | Fin del Mandato |
| ------------------------- | -------------------------------- | ------------ | --------------------------- | ------------------ | --------------- |
| Ayacucho                  | Mario Luis Alume Nasif           |              | Juntos por la Gente         | 2019               | 2023            |
| Ayacucho                  | Analía María del Valle Agüero    |              | Frente Unidad Justicialista | 2019               | 2023            |
| Ayacucho                  | Juan Carlos Eduardo              |              | Frente Unidad Justicialista | 2019               | 2023            |
| Ayacucho                  | Ricardo Javier Giménez           |              | UCR - Arturo Illia          | 2019               | 2023            |
| Belgrano                  | Nancy del Valle Albornoz         |              | San Luis Unido              | 2017               | 2021            |
| Belgrano                  | Sergio Luis Amieva               |              | Peronismo del Interior      | 2017               | 2021            |
| Belgrano                  | Norma Lidia Villegas Durán       |              | Frente Unidad Justicialista | 2019               | 2021            |
| Chacabuco                 | Ariel Oscar Barrozo              |              | UCR - Arturo Illia          | 2019               | 2023            |
| Chacabuco                 | Mirtha Beatriz Ochoa             |              | Frente Unidad Justicialista | 2019               | 2023            |
| Chacabuco                 | José Hipólito Pedernera          |              | Frente Unidad Justicialista | 2019               | 2023            |
| Chacabuco                 | María del Carmen Portella        |              | Frente Unidad Justicialista | 2019               | 2023            |
| Coronel Pringles          | Paola Vanesa Barrera             |              | Sanluiseños por el Cambio   | 2017               | 2021            |
| Coronel Pringles          | José María Escudero              |              | Peronismo del Interior      | 2017               | 2021            |
| Coronel Pringles          | Norma Marina Moreno              |              | San Luis Unido              | 2019               | 2021            |
| General Pedernera         | Berta Hortensia Arenas           |              | Juntos por la Gente         | 2019               | 2023            |
| General Pedernera         | Mónica Mariela Becerra           |              | San Luis Unido              | 2019               | 2023            |
| General Pedernera         | Verónica Teresa Causi            |              | Sanluiseños por el Cambio   | 2019               | 2023            |
| General Pedernera         | Francisco Ibar Irusta            |              | Frente Unidad Justicialista | 2019               | 2023            |
| General Pedernera         | Erica Anabella Lucero            |              | Frente Unidad Justicialista | 2019               | 2023            |
| General Pedernera         | Luis Adolfo Lucero Guillet       |              | San Luis Unido              | 2019               | 2023            |
| General Pedernera         | Mario Raúl Merlo                 |              | Juntos por la Gente         | 2019               | 2023            |
| General Pedernera         | Teresa Catalina Páez             |              | Frente Unidad Justicialista | 2019               | 2023            |
| General Pedernera         | Víctor Manuel Sosa               |              | San Luis Unido              | 2019               | 2023            |
| General Pedernera         | Joaquín Juan Surroca             |              | Frente Unidad Justicialista | 2019               | 2019            |
| General San Martín        | Adrián Fabio Agüero              |              | Frente Unidad Justicialista | 2019               | 2023            |
| General San Martín        | Verónica Garro                   |              | Frente Unidad Justicialista | 2019               | 2023            |
| General San Martín        | Sin designar                     | Sin designar | Sin designar                | 2019               | 2023            |
| Gobernador Dupuy          | Gerardo Daniel Díaz              |              | Frente Unidad Justicialista | 2017               | 2021            |
| Gobernador Dupuy          | Ramón Héctor Díaz                |              | San Luis Unido              | 2017               | 2021            |
| Gobernador Dupuy          | María Cristina Ferreyra          |              | Juntos por la Gente         | 2017               | 2021            |
| Junín                     | Ricardo Chaves                   |              | Juntos por la Gente         | 2017               | 2021            |
| Junín                     | Mónica Domínguez                 |              | Institucionalidad           | 2017               | 2021            |
| Junín                     | José Alberto Fara                |              | Raúl Alfonsín               | 2017               | 2021            |
| Juan Martín de Pueyrredón | Bartolomé Esteban Abdala         |              | Institucionalidad           | 2017               | 2021            |
| Juan Martín de Pueyrredón | Nery Nelva Carlomagno            |              | UCR - Arturo Illia          | 2017               | 2021            |
| Juan Martín de Pueyrredón | Sonia Edith Delarco              |              | Frente Unidad Justicialista | 2017               | 2021            |
| Juan Martín de Pueyrredón | Juan Pablo Funes Bianchi         |              | Juntos por la Gente         | 2017               | 2021            |
| Juan Martín de Pueyrredón | Héctor Daniel González Espindola |              | Frente Unidad Justicialista | 2017               | 2021            |
| Juan Martín de Pueyrredón | Jorge Gastón Hissa               |              | San Luis Unido              | 2017               | 2021            |
| Juan Martín de Pueyrredón | Joaquín Emilio Mansilla          |              | San Luis Unido              | 2017               | 2021            |
| Juan Martín de Pueyrredón | Fernanda Spinuzza                |              | Frente Unidad Justicialista | 2017               | 2021            |
| Juan Martín de Pueyrredón | María Eva Morel                  |              | Frente Unidad Justicialista | 2017               | 2021            |
| Juan Martín de Pueyrredón | Marisa Fabiana Zárate            |              | San Luis Unido              | 2019               | 2021            |

| 2017-2019                 | 2017-2019                        | 2017-2019 | 2017-2019                              | 2017-2019          | 2017-2019       |
| Departamento              | Diputado                         | Bloque    | Bloque                                 | Inicio del Mandato | Fin del Mandato |
| ------------------------- | -------------------------------- | --------- | -------------------------------------- | ------------------ | --------------- |
| Ayacucho                  | Demetrio Augusto Alume           |           | Compromiso Federal                     | 2015               | 2019            |
| Ayacucho                  | Mario Luis Alume Nasif           |           | Frente para la Victoria                | 2015               | 2019            |
| Ayacucho                  | Raúl Fernando Casas              |           | Compromiso Federal                     | 2015               | 2019            |
| Ayacucho                  | Ricardo Javier Giménez           |           | Cambiemos                              | 2015               | 2019            |
| Belgrano                  | Nancy del Valle Albornoz         |           | Cambiemos                              | 2017               | 2021            |
| Belgrano                  | Sergio Luis Amieva               |           | Compromiso Federal                     | 2017               | 2021            |
| Belgrano                  | Rosa Beatriz del Valle Calderón  |           | Compromiso Federal                     | 2017               | 2019            |
| Chacabuco                 | Ariel Oscar Barrozo              |           | Cambiemos                              | 2015               | 2019            |
| Chacabuco                 | Mirtha Beatriz Ochoa             |           | Compromiso Federal                     | 2015               | 2019            |
| Chacabuco                 | Juan Carlos Ponce                |           | Compromiso Federal                     | 2015               | 2019            |
| Chacabuco                 | Sonia Mabel Ramoska              |           | Compromiso Federal                     | 2015               | 2019            |
| Coronel Pringles          | Paola Vanesa Barrera             |           | Compromiso Federal                     | 2017               | 2021            |
| Coronel Pringles          | José María Escudero              |           | Compromiso Federal                     | 2017               | 2021            |
| Coronel Pringles          | Juan Manuel Rigau                |           | Frente Progresista, Cívico y Social    | 2017               | 2019            |
| General Pedernera         | Verónica Teresa Causi            |           | Mercedinos y Sanluiseños por el Cambio | 2015               | 2019            |
| General Pedernera         | Ramón Alfredo Domínguez          |           | Compromiso Federal                     | 2015               | 2019            |
| General Pedernera         | Francisco Ibar Irusta            |           | Frente para la Victoria                | 2015               | 2019            |
| General Pedernera         | Ricardo Alfredo Lemme            |           | Cambiemos                              | 2015               | 2019            |
| General Pedernera         | Eduardo Gastón Ramón Mones Ruiz  |           | Compromiso Federal                     | 2015               | 2019            |
| General Pedernera         | Walter Javier Oio                |           | Cambiemos                              | 2015               | 2019            |
| General Pedernera         | Norma Elena Pastor               |           | Cambiemos                              | 2015               | 2019            |
| General Pedernera         | Eufemia Lucrecia Santos          |           | Compromiso Federal                     | 2015               | 2019            |
| General Pedernera         | Marcelo David Sosa               |           | Compromiso Federal                     | 2015               | 2019            |
| General Pedernera         | Pablo Eduardo Zamora             |           | Mercedinos y Sanluiseños por el Cambio | 2015               | 2019            |
| General San Martín        | Adrián Fabio Agüero              |           | Frente para la Victoria                | 2015               | 2019            |
| General San Martín        | Norma del Carmen Frías           |           | Compromiso Federal                     | 2015               | 2019            |
| General San Martín        | Carmelo Eduardo Mirábile         |           | Compromiso Federal                     | 2015               | 2019            |
| Gobernador Dupuy          | Gerardo Daniel Díaz              |           | Compromiso Federal                     | 2017               | 2021            |
| Gobernador Dupuy          | Ramón Héctor Díaz                |           | Cambiemos                              | 2017               | 2021            |
| Gobernador Dupuy          | María Cristina Ferreyra          |           | Compromiso Federal                     | 2017               | 2021            |
| Junín                     | Ricardo Chaves                   |           | Compromiso Federal                     | 2017               | 2021            |
| Junín                     | Mónica Domínguez                 |           | Cambiemos                              | 2017               | 2021            |
| Junín                     | José Alberto Fara                |           | Cambiemos                              | 2017               | 2021            |
| Juan Martín de Pueyrredón | Bartolomé Esteban Abdalá         |           | Cambiemos                              | 2017               | 2021            |
| Juan Martín de Pueyrredón | Alejandro Cacace                 |           | Cambiemos                              | 2017               | 2019            |
| Juan Martín de Pueyrredón | Nery Nelva Carlomagno            |           | Cambiemos                              | 2017               | 2021            |
| Juan Martín de Pueyrredón | Sonia Edith Delarco              |           | Compromiso Federal                     | 2017               | 2021            |
| Juan Martín de Pueyrredón | Juan Pablo Funes Bianchi         |           | Compromiso Federal                     | 2017               | 2021            |
| Juan Martín de Pueyrredón | Héctor Daniel González Espindola |           | Compromiso Federal                     | 2017               | 2021            |
| Juan Martín de Pueyrredón | Jorge Gastón Hissa               |           | Cambiemos                              | 2017               | 2021            |
| Juan Martín de Pueyrredón | Joaquín Emilio Mansilla          |           | Movimiento Libres del Sur              | 2017               | 2021            |
| Juan Martín de Pueyrredón | Luis Marcos Martínez             |           | Compromiso Federal                     | 2017               | 2021            |
| Juan Martín de Pueyrredón | María Eva Morel                  |           | Compromiso Federal                     | 2017               | 2021            |